# Enzo Trossero
Enzo Héctor Trossero (Esmeralda, 23 de maio de 1953) é um ex-futebolista argentino que competiu na Copa do Mundo FIFA de 1982.